# 남대천 (양양군)
남대천은 강원특별자치도 강릉시 연곡면 삼산리 오대산 두로봉에서 발원하여 강원특별자치도 양양군 양양읍 조산리에서 동해에 유입되는 강원특별자치도의 강이다. 하천연장은 37.1km이며, 유역면적은 601.72km2이다. 한국으로 회귀하는 연어의 70% 이상이 양양남대천으로 회귀하고 있으며, 1997년부터 매년 10월부터 11월 사이에는 남대천 둔치 행사장에서 양양연어축제가 열린다.

## 같이 보기
- 양양연어축제
- 양양연어사업소